# Gouvernement Kishida II
Pour les articles homonymes, voir Gouvernement Kishida I.
État du Japon
100e cabinet
(Kishida I) 102e cabinet
(Ishiba)
Le gouvernement Kishida II (第2次岸田内閣, dai-ni-ji Kishida naikaku) est le 101e gouvernement de l'État du Japon à partir du 10 novembre 2021, durant la 49e législature de la Chambre des représentants.
Il est dirigé par Fumio Kishida, président du Parti libéral-démocrate, successeur de Yoshihide Suga après sa démission annoncée un mois plus tôt. Il succède au premier gouvernement dirigé par Kishida qui a pris fin avec les élections législatives du 31 octobre 2021. Lors de l'ouverture de la 49e législature le 10 novembre suivant, Fumio Kishida est réélu Premier ministre par 297 représentants sur 465 et 141 conseillers sur 245, et présente le jour même le gouvernement Kishida II.

## Historique du mandat
Ce gouvernement est dirigé par le Premier ministre Fumio Kishida, déjà en place depuis le 4 octobre 2021 et précédemment ministre des affaires étrangères. Il est constitué d'une coalition de centre droit entre le Parti libéral-démocrate (PLD) et le Kōmeitō. Ensemble, ils disposent de 295 députés sur 465 (297 en incluant deux non-inscrits qui ont voté pour Kishida), soit 63,9 % des sièges de la Chambre des représentants.
Il est formé à la suite des élections législatives qui avait été convoquées par Kishida dès son arrivée au pouvoir pour le 31 octobre 2021,,.
Comme attendu, le scrutin est une victoire pour le Parti libéral-démocrate (PLD) du Premier ministre Fumio Kishida, malgré un recul de la formation, qui conserve néanmoins la majorité absolue, confortée par son allié, le Kōmeitō, qui progresse quant à lui légèrement. Certains échecs de personnalités du PLD, notamment du secrétaire général Akira Amari, poussent Kishida à réaliser certains ajustements au sein de la direction du mouvement comme dans son gouvernement : ainsi, il charge le 4 novembre 2021 Toshimitsu Motegi de remplacer Amari et prend alors l'intérim du ministère des Affaires étrangères laissé vacant par Motegi.
Lors de l'ouverture de la 49e législature de la Chambre des représentants du Japon le 10 novembre 2021, Fumio Kishida est réélu Premier ministre et présente son nouveau cabinet qui ne compte qu'un seul nouveau venu, Yoshimasa Hayashi, aux Affaires étrangères.
Le 10 août 2022, le cabinet a été remanié. Sept députés ayant des liens avec l'Église de l'Unification ont été démis de leurs fonctions à la suite de l'assassinat de l'ancien Premier ministre Shinzō Abe et de la surveillance croissante des médias sur les liens étroits des responsables du PLD avec l'Église. Le 20 août, il a été signalé que 23 responsables, dont 8 députés du nouveau cabinet remanié, avaient des liens existants avec l'Église de l'Unification.

## Composition

### Initiale (10 novembre 2021)
- Les nouveaux ministres sont indiqués en gras, ceux ayant changé d'attributions en italique[6].

| Fonction | Titulaire | Titulaire | Titulaire          | Parti   |
| --- | --------- | --------- | ------------------ | ------- |
| Premier ministre |           |           | Fumio Kishida      | PLD     |
| Ministre des Affaires intérieures et des Communications |           |           | Yasushi Kaneko     | PLD     |
| Ministre de la Justice |           |           | Yoshihisa Furukawa | PLD     |
| Ministre des Affaires étrangères |           |           | Yoshimasa Hayashi  | PLD     |
| Ministre des Finances Ministre auprès du Premier ministre, chargé des Services financiers Ministre chargé de la Politique contre la déflation |           |           | Shunichi Suzuki    | PLD     |
| Ministre de l'Éducation, de la Culture, des Sports, des Sciences et des Technologies Ministre chargé de la Revitalisation éducative Membre du Comité de liaison et de coordination de la Bibliothèque de la Diète |           |           | Shinsuke Suematsu  | PLD     |
| Ministre de la Santé, du Travail et des Affaires sociales Ministre chargé de la Réforme des méthodes de travail |           |           | Shigeyuki Goto     | PLD     |
| Ministre de l'Agriculture, des Forêts et de la Pêche |           |           | Genjirō Kaneko     | PLD     |
| Ministre de l'Économie, du Commerce et de l'Industrie Ministre auprès du Premier ministre, chargé de l’Agence d’indemnisation des dommages nucléaires et du soutien au démantèlement nucléaire Ministre chargé de la Compétitivité industrielle Ministre chargé de la Coopération économique avec la Russie Ministre chargé de la Réponse à l’impact économique de l’accident nucléaire                                                                                       |           |           | Kōichi Hagiuda     | PLD     |
| Ministre du Territoire, des Infrastructures, des Transports et du Tourisme Ministre chargé de la Politique du cycle hydrologique |           |           | Tetsuo Saitō       | Kōmeitō |
| Ministre de l'Environnement Ministre auprès du Premier ministre, chargé de la Prévention des risques nucléaires |           |           | Tsuyoshi Yamaguchi | PLD     |
| Ministre de la Défense |           |           | Nobuo Kishi        | PLD     |
| Secrétaire général du Cabinet Ministre chargé de l’Allègement du dispositif militaire à Okinawa Ministre chargé de la Question des enlevés |           |           | Hirokazu Matsuno   | PLD     |
| Ministre de la Réforme numérique Ministre auprès du Premier ministre, chargée de la Réforme réglementaire Ministre chargée de la Revitalisation du gouvernement |           |           | Karen Makishima    | PLD     |
| Ministre de la Reconstruction Ministre auprès du Premier ministre, chargé d'Okinawa et des Territoires du Nord Ministre chargé de la Coordination générale des mesures de réhabilitation consécutives à l’accident nucléaire de Fukushima |           |           | Kosaburo Nishime   | PLD     |
| Président de la Commission nationale de sécurité publique Ministre auprès du Premier ministre, chargé de la Prévention des catastrophes Ministre auprès du Premier ministre, chargé de la Politique océanique Ministre chargé chargé de la Consolidation des infrastructures nationales Ministre chargé des Questions territoriales Ministre chargé du Système de service civique national                                                                                    |           |           | Satoshi Ninoyu     | PLD     |
| Ministre auprès du Premier ministre, chargée des Mesures contre le déclin démographique et de la Revitalisation de l'économie régionale Ministre auprès du Premier ministre, chargée des Mesures contre la dénatalité Ministre auprès du Premier ministre, chargée de l'Égalité des sexes Ministre chargée de la Promotion de la place des femmes dans la société Ministre chargée des Politiques de l'enfance Ministre chargée des Mesures contre la solitude et l'isolement |           |           | Seiko Noda         | PLD     |
| Ministre auprès du Premier ministre, chargé de la Politique économique et fiscale Ministre chargé de la Revitalisation économique Ministre chargé du « Néocapitalisme » Ministre chargé des Nouvelles mesures pour la Gestion de la crise sanitaire Ministre chargé de la Réforme de la Sécurité sociale pour toutes les générations |           |           | Daishirō Yamagiwa  | PLD     |
| Ministre auprès du Premier ministre, chargé de la Politique scientifique et technologique Ministre auprès du Premier ministre, chargé de la Politique spatiale Ministre chargé de la Sécurité économique |           |           | Takayuki Kobayashi | PLD     |
| Ministre spéciale pour les Jeux olympiques et paralympiques de Tokyo Ministre spéciale chargée de la vaccination contre le Covid-19 |           |           | Noriko Horiuchi    | PLD     |
| Ministre auprès du Premier ministre, chargé de la Consommation et de la Sécurité alimentaire Ministre auprès du Premier ministre, chargé de la Stratégie Cool Japan Ministre auprès du Premier ministre, chargé de la Stratégie pour la propriété intellectuelle Ministre chargé de l'Exposition universelle d'Osaka Ministre chargé de la Cohésion sociale Ministre chargé de la Méthode de création « Ville - Personne - Emploi »                                           |           |           | Kenji Wakamiya     | PLD     |

### Remaniement du10 août 2022
- Les nouveaux ministres sont indiqués en gras, ceux ayant changé d'attributions en italique[6].

| Fonction | Titulaire | Titulaire  | Titulaire                               | Parti   |
| --- | --------- | ---------- | --------------------------------------- | ------- |
| Premier ministre |           |            | Fumio Kishida                           | PLD     |
| Ministre des Affaires intérieures et des Communications |           |            | Minoru Terada (jusqu'au 21/11/2022)     | PLD     |
| Ministre des Affaires intérieures et des Communications |           |            | Takeaki Matsumoto                       | PLD     |
| Ministre de la Justice |           |            | Yasuhiro Hanashi (jusqu'au 10/11/2022)  | PLD     |
| Ministre de la Justice |           |            | Ken Saitō                               | PLD     |
| Ministre des Affaires étrangères |           |            | Yoshimasa Hayashi                       | PLD     |
| Ministre des Finances Ministre auprès du Premier ministre, chargé des Services financiers Ministre chargé de la Politique contre la déflation |           |            | Shunichi Suzuki                         | PLD     |
| Ministre de l'Éducation, de la Culture, des Sports, des Sciences et des Technologies Ministre chargé de la Revitalisation éducative Membre du Comité de liaison et de coordination de la Bibliothèque de la Diète |           |            | Keiko Nagaoka                           | PLD     |
| Ministre de la Santé, du Travail et des Affaires sociales Ministre chargé de la Réforme des méthodes de travail |           |            | Katsunobu Katō                          | PLD     |
| Ministre de l'Agriculture, des Forêts et de la Pêche |           |            | Tetsuro Nomura                          | PLD     |
| Ministre de l'Économie, du Commerce et de l'Industrie Ministre auprès du Premier ministre, chargé de l’Agence d’indemnisation des dommages nucléaires et du soutien au démantèlement nucléaire Ministre chargé de la Compétitivité industrielle Ministre chargé de la Coopération économique avec la Russie Ministre chargé de la Réponse à l’impact économique de l’accident nucléaire                                                                                 |           |            | Yasutoshi Nishimura                     | PLD     |
| Ministre du Territoire, des Infrastructures, des Transports et du Tourisme Ministre chargé de la Politique du cycle hydrologique |           |            | Tetsuo Saitō                            | Kōmeitō |
| Ministre de l'Environnement Ministre auprès du Premier ministre, chargé de la Prévention des risques nucléaires |           |            | Akihiro Nishimura                       | PLD     |
| Ministre de la Défense |           |            | Yasukazu Hamada                         | PLD     |
| Secrétaire général du Cabinet Ministre chargé de l’Allègement du dispositif militaire à Okinawa Ministre chargé de la Question des enlevés |           |            | Hirokazu Matsuno                        | PLD     |
| Ministre de la Réforme numérique Ministre auprès du Premier ministre, chargée de la Réforme réglementaire Ministre chargée de la Revitalisation du gouvernement |           |            | Tarō Kōno                               | PLD     |
| Ministre de la Reconstruction Ministre auprès du Premier ministre, chargé d'Okinawa et des Territoires du Nord Ministre chargé de la Coordination générale des mesures de réhabilitation consécutives à l’accident nucléaire de Fukushima |           |            | Ken'ya Akiba (jusqu'au 27/12/2022)      | PLD     |
| Ministre de la Reconstruction Ministre auprès du Premier ministre, chargé d'Okinawa et des Territoires du Nord Ministre chargé de la Coordination générale des mesures de réhabilitation consécutives à l’accident nucléaire de Fukushima |           | framel)ess | Hiromichi Watanabe                      | PLD     |
| Président de la Commission nationale de sécurité publique Ministre auprès du Premier ministre, chargé de la Prévention des catastrophes Ministre auprès du Premier ministre, chargé de la Politique océanique Ministre chargé chargé de la Consolidation des infrastructures nationales Ministre chargé des Questions territoriales Ministre chargé du Système de service civique national                                                                              |           |            | Kōichi Tani                             | PLD     |
| Ministre auprès du Premier ministre, chargé des Mesures contre le déclin démographique et de la Revitalisation de l'économie régionale Ministre auprès du Premier ministre, chargé des Mesures contre la dénatalité Ministre auprès du Premier ministre, chargé de l'Égalité des sexes Ministre chargé de la Promotion de la place des femmes dans la société Ministre chargé des Politiques de l'enfance Ministre chargé des Mesures contre la solitude et l'isolement |           |            | Masanobu Ogura                          | PLD     |
| Ministre auprès du Premier ministre, chargé de la Politique économique et fiscale Ministre chargé de la Revitalisation économique Ministre chargé du « Néocapitalisme » Ministre chargé des Nouvelles mesures pour la Gestion de la crise sanitaire Ministre chargé de la Réforme de la Sécurité sociale pour toutes les générations |           |            | Daishirō Yamagiwa (jusqu'au 25/10/2022) | PLD     |
| Ministre auprès du Premier ministre, chargé de la Politique économique et fiscale Ministre chargé de la Revitalisation économique Ministre chargé du « Néocapitalisme » Ministre chargé des Nouvelles mesures pour la Gestion de la crise sanitaire Ministre chargé de la Réforme de la Sécurité sociale pour toutes les générations |           |            | Shigeyuki Gotō                          | PLD     |
| Ministre auprès du Premier ministre, chargé de la Politique scientifique et technologique Ministre auprès du Premier ministre, chargé de la Politique spatiale Ministre chargé de la Sécurité économique |           |            | Sanae Takaichi                          | PLD     |
| Ministre spéciale pour les Jeux olympiques et paralympiques de Tokyo Ministre spéciale chargée de la vaccination contre le Covid-19 |           |            | Noriko Horiuchi                         | PLD     |
| Ministre auprès du Premier ministre, chargé de la Consommation et de la Sécurité alimentaire Ministre auprès du Premier ministre, chargé de la Stratégie Cool Japan Ministre auprès du Premier ministre, chargé de la Stratégie pour la propriété intellectuelle Ministre chargé de l'Exposition universelle d'Osaka Ministre chargé de la Cohésion sociale Ministre chargé de la Méthode de création « Ville - Personne - Emploi »                                     |           |            | Kenji Wakamiya                          | PLD     |

### Remaniement du13 septembre 2023
- Les nouveaux ministres sont indiqués en gras, ceux ayant changé d'attributions en italique[6].

| Fonction | Titulaire | Titulaire  | Titulaire           | Parti   |
| --- | --------- | ---------- | ------------------- | ------- |
| Premier ministre |           |            | Fumio Kishida       | PLD     |
| Ministre des Affaires intérieures et des Communications |           |            | Junji Suzuki        | PLD     |
| Ministre de la Justice |           |            | Ryūji Koizumi       | PLD     |
| Ministre des Affaires étrangères |           |            | Yōko Kamikawa       | PLD     |
| Ministre des Finances Ministre auprès du Premier ministre, chargé des Services financiers Ministre chargé de la Politique contre la déflation |           |            | Shunichi Suzuki     | PLD     |
| Ministre de l'Éducation, de la Culture, des Sports, des Sciences et des Technologies Ministre chargé de la Revitalisation éducative Membre du Comité de liaison et de coordination de la Bibliothèque de la Diète |           |            | Masahito Moriyama   | PLD     |
| Ministre de la Santé, du Travail et des Affaires sociales Ministre chargé de la Réforme des méthodes de travail |           |            | Keizō Takemi        | PLD     |
| Ministre de l'Agriculture, des Forêts et de la Pêche |           |            | Ichiro Miyashita    | PLD     |
| Ministre de l'Économie, du Commerce et de l'Industrie Ministre auprès du Premier ministre, chargé de l’Agence d’indemnisation des dommages nucléaires et du soutien au démantèlement nucléaire Ministre chargé de la Compétitivité industrielle Ministre chargé de la Coopération économique avec la Russie Ministre chargé de la Réponse à l’impact économique de l’accident nucléaire                                                                                       |           |            | Yasutoshi Nishimura | PLD     |
| Ministre du Territoire, des Infrastructures, des Transports et du Tourisme Ministre chargé de la Politique du cycle hydrologique |           |            | Tetsuo Saitō        | Kōmeitō |
| Ministre de l'Environnement Ministre auprès du Premier ministre, chargé de la Prévention des risques nucléaires |           |            | Shintarō Itō        | PLD     |
| Ministre de la Défense |           |            | Minoru Kihara       | PLD     |
| Secrétaire général du Cabinet Ministre chargé de l’Allègement du dispositif militaire à Okinawa Ministre chargé de la Question des enlevés |           |            | Hirokazu Matsuno    | PLD     |
| Ministre de la Réforme numérique Ministre auprès du Premier ministre, chargée de la Réforme réglementaire Ministre chargée de la Revitalisation du gouvernement |           |            | Tarō Kōno           | PLD     |
| Ministre de la Reconstruction Ministre auprès du Premier ministre, chargée d'Okinawa et des Territoires du Nord Ministre chargée de la Coordination générale des mesures de réhabilitation consécutives à l’accident nucléaire de Fukushima |           | framel)ess | Shinako Tsuchiya    | PLD     |
| Président de la Commission nationale de sécurité publique Ministre auprès du Premier ministre, chargé de la Prévention des catastrophes Ministre auprès du Premier ministre, chargé de la Politique océanique Ministre chargé chargé de la Consolidation des infrastructures nationales Ministre chargé des Questions territoriales Ministre chargé du Système de service civique national                                                                                    |           |            | Yoshifumi Matsumura | PLD     |
| Ministre auprès du Premier ministre, chargée des Mesures contre le déclin démographique et de la Revitalisation de l'économie régionale Ministre auprès du Premier ministre, chargée des Mesures contre la dénatalité Ministre auprès du Premier ministre, chargée de l'Égalité des sexes Ministre chargée de la Promotion de la place des femmes dans la société Ministre chargée des Politiques de l'enfance Ministre chargée des Mesures contre la solitude et l'isolement |           |            | Ayuko Katō          | PLD     |
| Ministre auprès du Premier ministre, chargé de la Politique économique et fiscale Ministre chargé de la Revitalisation économique Ministre chargé du « Néocapitalisme » Ministre chargé des Nouvelles mesures pour la Gestion de la crise sanitaire Ministre chargé de la Réforme de la Sécurité sociale pour toutes les générations |           |            | Yoshitaka Shindō    | PLD     |
| Ministre auprès du Premier ministre, chargé de la Politique scientifique et technologique Ministre auprès du Premier ministre, chargé de la Politique spatiale Ministre chargé de la Sécurité économique |           |            | Sanae Takaichi      | PLD     |
| Ministre auprès du Premier ministre, chargée d'Okinawa et des Territoires du Nord Ministre auprès du Premier ministre, chargé de la Consommation et de la Sécurité alimentaire Ministre responsable de la Revitalisation régionale Ministre d'État chargée des politiques liées aux Aïnous Ministre chargée de l'Exposition universelle d'Osaka |           |            | Hanako Jimi         | PLD     |

### Remaniement du14 décembre 2023
- Les nouveaux ministres sont indiqués en gras, ceux ayant changé d'attributions en italique[6].

| Fonction | Titulaire | Titulaire  | Titulaire           | Parti   |
| --- | --------- | ---------- | ------------------- | ------- |
| Premier ministre |           |            | Fumio Kishida       | PLD     |
| Ministre des Affaires intérieures et des Communications |           |            | Takeaki Matsumoto   | PLD     |
| Ministre de la Justice |           |            | Ryūji Koizumi       | PLD     |
| Ministre des Affaires étrangères |           |            | Yōko Kamikawa       | PLD     |
| Ministre des Finances Ministre auprès du Premier ministre, chargé des Services financiers Ministre chargé de la Politique contre la déflation |           |            | Shunichi Suzuki     | PLD     |
| Ministre de l'Éducation, de la Culture, des Sports, des Sciences et des Technologies Ministre chargé de la Revitalisation éducative Membre du Comité de liaison et de coordination de la Bibliothèque de la Diète |           |            | Masahito Moriyama   | PLD     |
| Ministre de la Santé, du Travail et des Affaires sociales Ministre chargé de la Réforme des méthodes de travail |           |            | Keizō Takemi        | PLD     |
| Ministre de l'Agriculture, des Forêts et de la Pêche |           |            | Tetsushi Sakamoto   | PLD     |
| Ministre de l'Économie, du Commerce et de l'Industrie Ministre auprès du Premier ministre, chargé de l’Agence d’indemnisation des dommages nucléaires et du soutien au démantèlement nucléaire Ministre chargé de la Compétitivité industrielle Ministre chargé de la Coopération économique avec la Russie Ministre chargé de la Réponse à l’impact économique de l’accident nucléaire                                                                                       |           |            | Ken Saitō           | PLD     |
| Ministre du Territoire, des Infrastructures, des Transports et du Tourisme Ministre chargé de la Politique du cycle hydrologique |           |            | Tetsuo Saitō        | Kōmeitō |
| Ministre de l'Environnement Ministre auprès du Premier ministre, chargé de la Prévention des risques nucléaires |           |            | Shintarō Itō        | PLD     |
| Ministre de la Défense |           |            | Minoru Kihara       | PLD     |
| Secrétaire général du Cabinet Ministre chargé de l’Allègement du dispositif militaire à Okinawa Ministre chargé de la Question des enlevés |           |            | Yoshimasa Hayashi   | PLD     |
| Ministre de la Réforme numérique Ministre auprès du Premier ministre, chargée de la Réforme réglementaire Ministre chargée de la Revitalisation du gouvernement |           |            | Tarō Kōno           | PLD     |
| Ministre de la Reconstruction Ministre auprès du Premier ministre, chargée d'Okinawa et des Territoires du Nord Ministre chargée de la Coordination générale des mesures de réhabilitation consécutives à l’accident nucléaire de Fukushima |           | framel)ess | Shinako Tsuchiya    | PLD     |
| Président de la Commission nationale de sécurité publique Ministre auprès du Premier ministre, chargé de la Prévention des catastrophes Ministre auprès du Premier ministre, chargé de la Politique océanique Ministre chargé chargé de la Consolidation des infrastructures nationales Ministre chargé des Questions territoriales Ministre chargé du Système de service civique national                                                                                    |           |            | Yoshifumi Matsumura | PLD     |
| Ministre auprès du Premier ministre, chargée des Mesures contre le déclin démographique et de la Revitalisation de l'économie régionale Ministre auprès du Premier ministre, chargée des Mesures contre la dénatalité Ministre auprès du Premier ministre, chargée de l'Égalité des sexes Ministre chargée de la Promotion de la place des femmes dans la société Ministre chargée des Politiques de l'enfance Ministre chargée des Mesures contre la solitude et l'isolement |           |            | Ayuko Katō          | PLD     |
| Ministre auprès du Premier ministre, chargé de la Politique économique et fiscale Ministre chargé de la Revitalisation économique Ministre chargé du « Néocapitalisme » Ministre chargé des Nouvelles mesures pour la Gestion de la crise sanitaire Ministre chargé de la Réforme de la Sécurité sociale pour toutes les générations |           |            | Yoshitaka Shindō    | PLD     |
| Ministre auprès du Premier ministre, chargé de la Politique scientifique et technologique Ministre auprès du Premier ministre, chargé de la Politique spatiale Ministre chargé de la Sécurité économique |           |            | Sanae Takaichi      | PLD     |
| Ministre auprès du Premier ministre, chargée d'Okinawa et des Territoires du Nord Ministre auprès du Premier ministre, chargé de la Consommation et de la Sécurité alimentaire Ministre responsable de la Revitalisation régionale Ministre d'État chargée des politiques liées aux Aïnous Ministre chargée de l'Exposition universelle d'Osaka |           |            | Hanako Jimi         | PLD     |